# Região Geoadministrativa de Itaporanga
A Região Geoadministrativa de Itaporanga é uma região geoadministrativa brasileira localizada no estado da Paraíba. É formada por 18 municípios.
Seus gerentes regionais são Fabricia Possionio de Sousa e José Pereira Vieira.

## Municípios
- Aguiar
- Boa Ventura
- Conceição
- Coremas
- Curral Velho
- Diamante
- Ibiara
- Igaracy
- Itaporanga
- Nova Olinda
- Olho d'Água
- Pedra Branca
- Piancó
- Santa Inês
- Santana de Mangueira
- Santana dos Garrotes
- São José de Caiana
- Serra Grande